# خرشة الكرفس

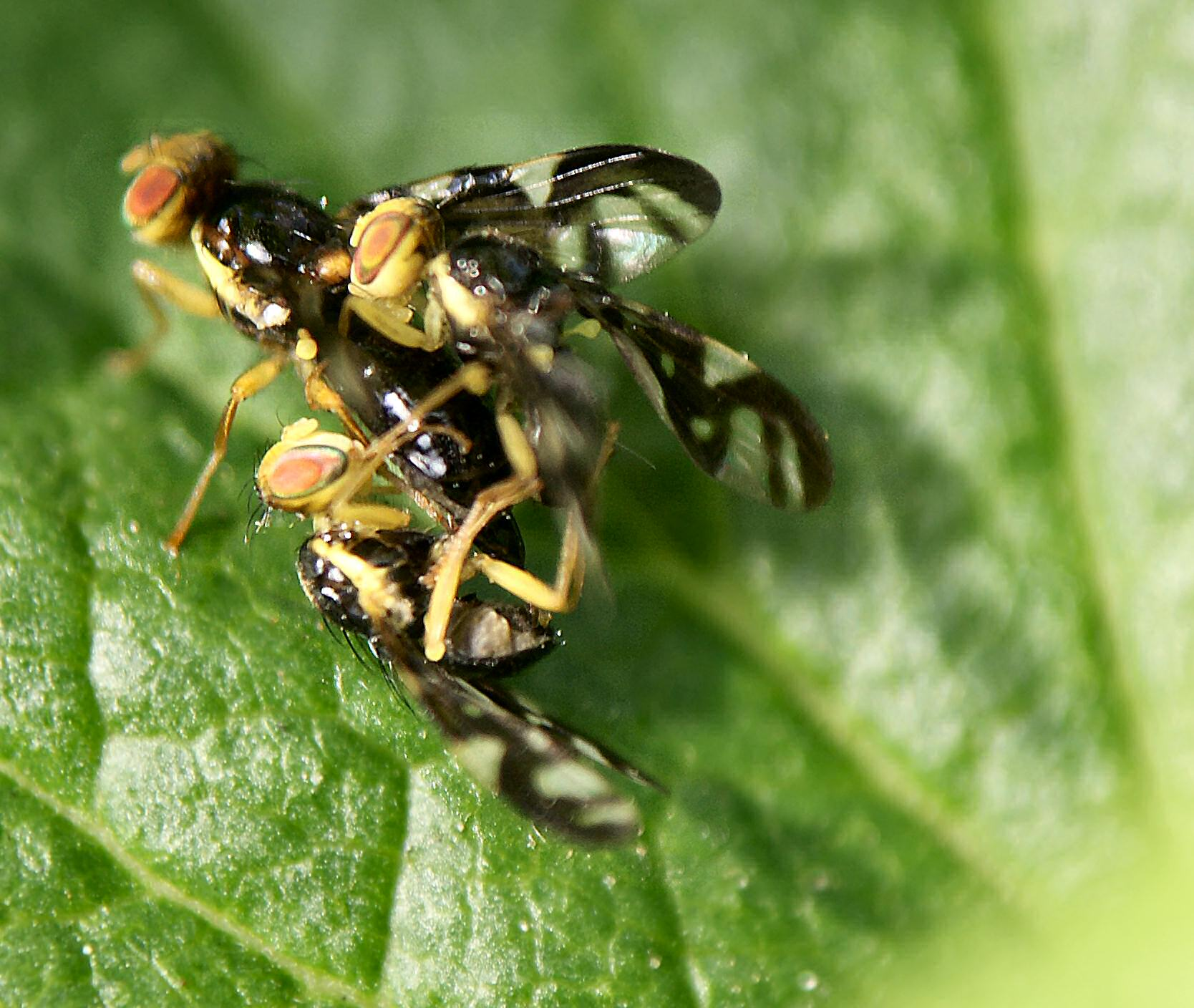
سفاد خرشتا الكرفس

خَرَشَة الكرفس أو ذبابة الكرفس هي نوع من الذباب من فصيلة الخرشيات. طولها نحو ٥ مم. لونها إلى الصفرة العابقة. تظهر في الربيع وتمتح مكنها على أوراق الكرفس فينقف عن يرقات تلغم النصل الواحد تلو الآخر. أجيالها الحولية من ٢ إلى ٣.